# 유앤아이 모던
유앤아이 모던(Youandi Modern)은 현대카드캐피탈에서 제작한 글꼴이다. 2003년 기업 CI 작업과 함께 개발이 시작되어 2004년 5월 공개되었다. 한글 서체 개발은 산돌커뮤니케이션이, 영문 서체는 네덜란드 토털아이덴티티 암스테르담이 담당했다. 2012년 본문용 서체가 추가되었다. 현대카드, 현대캐피탈, 현대커머셜, 현대라이프 4사의 통합 서체로 사용되고 있으며, 공개 글꼴은 아니다.